# NoitaminA
noitaminA (jap. ノイタミナ), Animation rückwärts gelesen, ist eine Programmschiene, die seit April 2005 donnerstags (als Fernsehtag, als Kalendertag jedoch freitags) in der Nacht auf dem japanischen Sender Fuji TV, sowie später auch auf den restlichen Sendern des Fuji Network System läuft. Ausgestrahlt werden von Fuji TV produzierte japanische Zeichentrickserien (Anime), die vor allem Frauen in ihren 20ern ansprechen sollen.
noitaminA startete am 15. April 2005, als die erste Episode der Serie Honey and Clover ausgestrahlt wurde. Nachdem diese Serie am 27. September desselben Jahres mit der 24. Episode geendet hatte, folgte der Anime Paradise Kiss. Seitdem liefen zahlreiche weitere Serien mit je einer Länge zwischen elf und 23 Folgen.
Die Sendezeit, ursprünglich donnerstags 24:45–25:15, wurde ab April 2010 auf eine Stunde verlängert. Anstatt einer, beinhaltet noitaminA nun zwei 30-minütige Serien. Dieser Schritt wurde Januar 2015 wieder zurückgenommen.
Im Juli 2010 wurde mit der Manga-Verfilmung Moyashimon zum ersten Mal statt eines Animes ein Dorama gezeigt. Zwischen April und Juni 2013 wurde mit Katanagari erstmals eine Wiederholung gezeigt, wenngleich diese einen neu produzierten Vor- und Abspanntitel hatte, die zudem beide Serienplätze ausfüllte.
Im März 2016 unterzeichnete Fuji TV mit Amazon einen Vertrag, der Amazon Prime Video die Exklusivrechte zum Stream der noitaminA-Serien außerhalb Japans gewährte, beginnend mit Kabaneri of the Iron Fortress.

## Ausgestrahlte Serien
| #  | Serientitel                                              | Ausstrahlungszeit                                                                                     | Folgen | Produktionsstudio                     |
| -- | -------------------------------------------------------- | --- | ------ | ------------------------------------- |
| 01 | Honey and Clover                                         | April bis September 2005                                                                              | 24     | J.C.Staff                             |
| 02 | Paradise Kiss                                            | Oktober bis Dezember 2005                                                                             | 12     | Madhouse                              |
| 03 | Ayakashi                                                 | Januar bis März 2006                                                                                  | 11     | Tōei Animation                        |
| 04 | Jyu Oh Sei                                               | April bis Juni 2006                                                                                   | 11     | Bones                                 |
| 05 | Honey and Clover II                                      | Juni bis September 2006                                                                               | 12     | J.C.Staff                             |
| 06 | Hataraki Man                                             | Oktober bis Dezember 2006                                                                             | 11     | Gallop                                |
| 07 | Nodame Cantabile                                         | Januar bis Juni 2007                                                                                  | 23     | J.C.Staff                             |
| 08 | Mononoke                                                 | Juli bis September 2007                                                                               | 12     | Toei Animation                        |
| 09 | Moyashimon                                               | Oktober bis Dezember 2007                                                                             | 11     | Shirogumi, Telecom Animation Film     |
| 10 | Hakaba Kitarō                                            | Januar bis März 2008                                                                                  | 11     | Toei Animation                        |
| 11 | Toshokan Sensō                                           | April bis Juni 2008                                                                                   | 12     | Production I.G                        |
| 12 | Seiyō Kottō Yōgashiten – Antique                         | Juli bis September 2008                                                                               | 12     | Nippon Animation, Shirogumi           |
| 13 | Nodame Cantabile: Paris-hen                              | Oktober bis Dezember 2008                                                                             | 11     | J.C.Staff                             |
| 14 | Genji Monogatari Sennenki                                | Januar bis März 2009                                                                                  | 11     | TMS Entertainment, Tezuka Productions |
| 15 | Higashi no Eden                                          | April bis Juni 2009                                                                                   | 11     | Production I.G                        |
| 16 | Tokyo Magnitude 8.0                                      | Juli bis September 2009                                                                               | 11     | Bones, Kinema Citrus                  |
| 17 | Kūchū Buranko                                            | Oktober bis Dezember 2009                                                                             | 11     | Toei Animation                        |
| 18 | Nodame Cantabile: Finale                                 | Januar bis März 2010                                                                                  | 11     | J.C.Staff                             |
| 19 | Yojōhan Shinwa Taikei                                    | April bis Juli 2010                                                                                   | 11     | Madhouse                              |
| 20 | Saraiya Goyō                                             | April bis Juli 2010                                                                                   | 12     | Manglobe                              |
| 21 | Moyashimon (Dorama)                                      | Juli bis September 2010                                                                               | 11     | Shirogumi                             |
| 22 | Shiki                                                    | Juli bis Dezember 2010                                                                                | 22     | Daume                                 |
| 23 | Kuragehime                                               | Oktober bis Dezember 2010                                                                             | 11     | Brain’s Base                          |
| 24 | Fractale                                                 | Januar bis März 2011                                                                                  | 11     | A-1 Pictures                          |
| 25 | Hōrō Musuko                                              | Januar bis März 2011                                                                                  | 11     | AIC Classic                           |
| 26 | C                                                        | April bis Juni 2011                                                                                   | 11     | Tatsunoko Production                  |
| 27 | Ano Hi Mita Hana no Namae o Boku-tachi wa Mada Shiranai. | April bis Juni 2011                                                                                   | 11     | A-1 Pictures                          |
| 28 | Usagi Drop                                               | Juli bis September 2011                                                                               | 11     | Production I.G                        |
| 29 | No. 6                                                    | Juli bis September 2011                                                                               | 11     | Bones                                 |
| 30 | Un-Go                                                    | 14. Oktober 2011 bis 23. Dezember 2011                                                                | 11     | Bones                                 |
| 31 | Guilty Crown                                             | 14. Oktober 2011 bis 23. März 2012                                                                    | 22     | Production I.G                        |
| 32 | Thermae Romae                                            | 13. Januar 2012 bis 27. Januar 2012                                                                   | 5      | Dream Link Entertainment              |
| 33 | Black Rock Shooter                                       | 3. Februar 2012 bis 23. März 2012                                                                     | 8      | Ordet und Sanzigen                    |
| 34 | Sakamichi no Apollon                                     | 13. April 2012 bis 29. Juni 2012                                                                      | 12     | MAPPA und Tezuka Productions          |
| 35 | Tsuritama                                                | 13. April 2012 bis 29. Juni 2012                                                                      | 12     | A-1 Pictures                          |
| 36 | Moyashimon Returns                                       | 6. Juli 2012 bis 14. September 2012                                                                   | 11     | Shirogumi und Telecom Animation Film  |
| 37 | Natsuyuki Rendezvous                                     | 6. Juli 2012 bis 14. September 2012                                                                   | 11     | Dōga Kōbō                             |
| 38 | Psycho-Pass                                              | 12. Oktober 2012 bis 22. März 2013                                                                    | 22     | Production I.G                        |
| 39 | Robotics;Notes                                           | 12. Oktober 2012 bis 22. März 2013                                                                    | 22     | Production I.G                        |
| 40 | Katanagatari                                             | 12. April 2013 bis 28. Juni 2013                                                                      | 12     | White Fox                             |
| 41 | Gin no Saji: Silver Spoon                                | 12. Juli 2013 bis September 2013                                                                      | 11     | A-1 Pictures                          |
| 41 | Gin no Saji: Silver Spoon 2                              | 10. Januar 2014 bis 28. März 2014                                                                     | 11     | A-1 Pictures                          |
| 42 | Galilei Donna                                            | 11. Oktober 2013 bis 20. Dezember 2013                                                                | 11     | A-1 Pictures                          |
| 43 | Samurai Flamenco                                         | 11. Oktober 2013 bis 28. März 2014                                                                    | 22     | Manglobe                              |
| 44 | Ping Pong: The Animation                                 | 12. April bis 21. Juni 2014                                                                           | 11     | Tatsunoko Production                  |
| 45 | Ryūgajō Nanana no Maizōkin                               | 12. April bis 21. Juni 2014                                                                           | 11     | A-1 Pictures                          |
| 46 | Zankyō no Terror                                         | 12. Juli bis 27. September 2014                                                                       | 11     | MAPPA                                 |
| 47 | Psycho-Pass 2                                            | 10. Oktober – 19. Dezember 2014                                                                       | 11     | Tatsunoko Production                  |
| 48 | Shigatsu wa Kimi no Uso – Sekunden in Moll               | 10. Oktober 2014 – 20. März 2015                                                                      | 23     | A-1 Pictures                          |
| 49 | Saenai Heroine no Sodatekata                             | 9. Januar 2015 – 27. März 2015                                                                        | 12     | A-1 Pictures                          |
| 50 | Punch Line                                               | 10. April 2015 – 26. Juni 2015                                                                        | 12     | MAPPA                                 |
| 51 | Rampo Kitan: Game of Laplace                             | 3. Juli – September 2015                                                                              | 11     | Lerche                                |
| 52 | Subete ga F ni Naru: The Perfect Insider                 | Oktober – Dezember 2015                                                                               | 11     | A-1 Pictures                          |
| 53 | Erased – Die Stadt, in der es mich nicht gibt            | Januar – März 2016                                                                                    | 12     | A-1 Pictures                          |
| 54 | Kabaneri of the Iron Fortress                            | April – Juli 2016                                                                                     | 12     | Wit Studio                            |
| 55 | Battery                                                  | Juli – September 2016                                                                                 | 11     | Zero-G                                |
| 56 | The Great Passage                                        | Oktober – Dezember 2016                                                                               | 11     | Zexcs                                 |
| 57 | Scum’s Wish                                              | Januar – März 2017                                                                                    | 12     | Lerche                                |
| 58 | Saekano♭ How to Raise a Boring Girlfriend.flat           | April – Juli 2017                                                                                     | 11     | A-1 Pictures                          |
| 59 | Dive!!                                                   | Juli – September 2017                                                                                 | 12     | Zero-G                                |
| 60 | Inuyashiki Last Hero                                     | Oktober – Dezember 2017                                                                               | 11     | MAPPA                                 |
| 61 | After the Rain                                           | Januar – März 2018                                                                                    | 12     | Wit Studio                            |
| 62 | Wotakoi: Keine Cheats für die Liebe                      | April – Juni 2018                                                                                     | 11     | A-1 Pictures                          |
| 63 | Banana Fish                                              | Juli – Dezember 2018                                                                                  | 24     | MAPPA                                 |
| 64 | The Promised Neverland                                   | Januar – März 2019                                                                                    | 12     | CloverWorks Inc.                      |
| 65 | Sarazanmai                                               | April – Juni 2019                                                                                     | 11     | MAPPA, Lapin Track                    |
| 66 | Given                                                    | Juli – September 2019                                                                                 | 11     | Lerche                                |
| 67 | Psycho-Pass 3                                            | Oktober – Dezember 2019                                                                               | 8      | Production I.G.                       |
| 68 | Uchitama?! Have you seen my Uchitama?                    | Januar – März 2020                                                                                    | 11     | MAPPA                                 |
| 69 | The Millionaire Detective – Balance: Unlimited           | April – September 2020 (Abbruch der Ausstrahlung nach Episode 2 – Fortsetzung der Serie im Juli 2020) | 11     | CloverWorks Inc.                      |
| 70 | 2.43: Seiin Kōkō Danshi Volley-bu                        | Januar – März 2021                                                                                    | 12     | David Production                      |
| 71 | The Promised Neverland Season 2                          | Januar – März 2021 (Wiederholung der ersten Staffel von Oktober bis Dezember 2020)                    | 11     | CloverWorks Inc.                      |
| 72 | Backflip!!                                               | April – Juni 2021                                                                                     | 12     | Zexcs                                 |
| 73 | The Idaten Deities Know Only Peace                       | Juli – September 2021                                                                                 | 11     | MAPPA                                 |
| 74 | Ranking of Kings                                         | Ab Oktober 2021                                                                                       | TBA    | WIT Studio                            |
| 75 | Tatami Time Machine Blues                                | TBA                                                                                                   | TBA    | Science SARU                          |